# 실험물리학

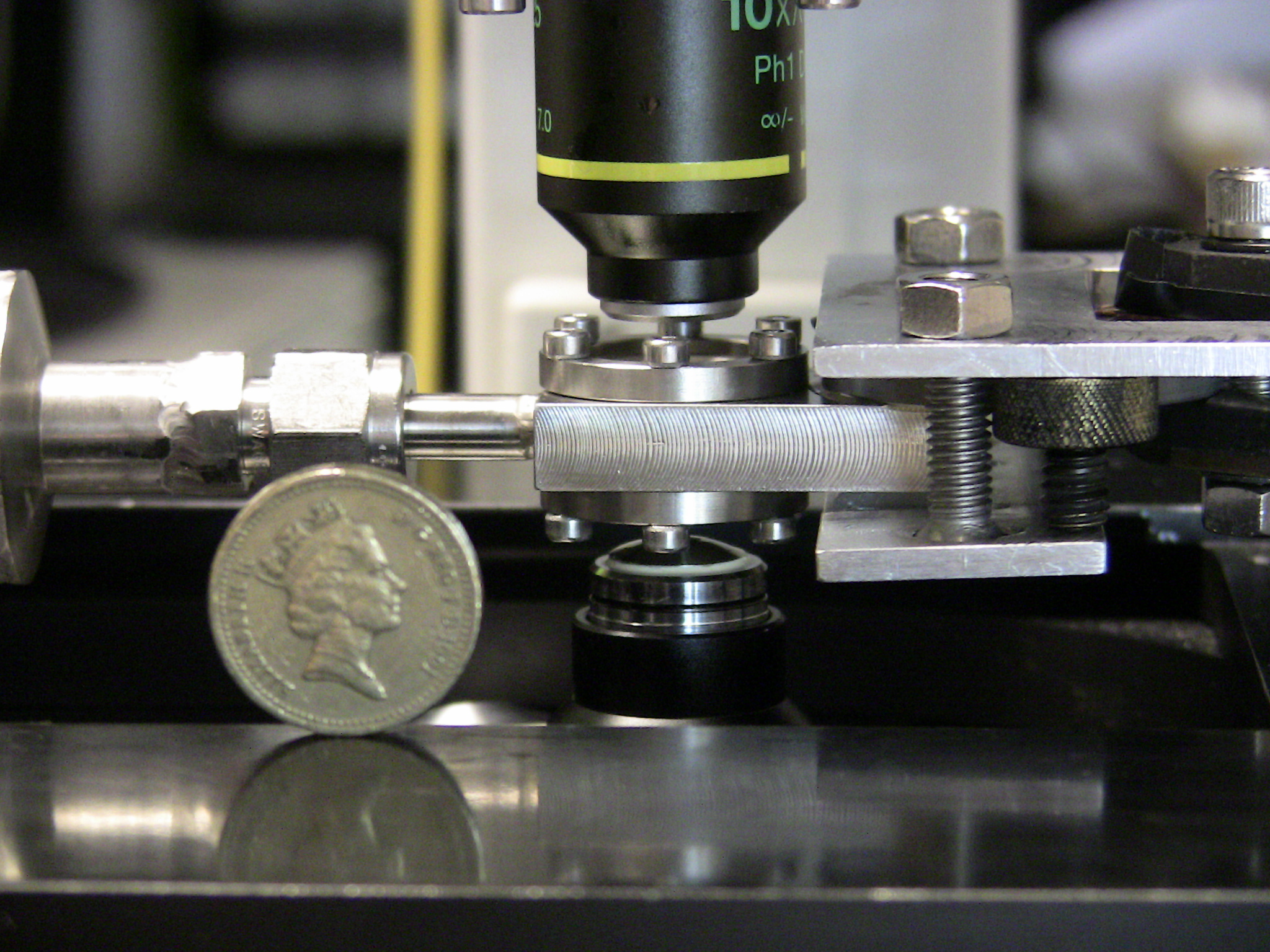

진정한 의미에서의 자연과학에는 실험을 통한 검증이 반드시 필요하다. 실험 기술이 전문화되고 복잡해지기 전에는 이론 물리와 실험 물리의 엄밀한 구분은 없었다. 이러한 분기점은 대략 20세기 초(대략 엔리코 페르미를 기점으로)로 볼 수 있다.

## 역사적으로 중요한 실험
- 갈릴레이의 실험
- 케번디시 - 비틀림 저울을 이용하여 뉴턴 중력 상수를 측정하였다.
- 뢰머 - 빛의 속도 측청
- 밀리칸의 기름방울 실험 - 전하를 띤 기름 방울을 이용해 기본 전하를 측정하였다.
- 러더퍼드 - 알파 입자를 금박지에 산란시켜 원자의 구조를 알아냈다.
- 마이켈슨-몰리의 실험 - 간섭계를 이용하여 빛의 속도를 측정하였다.

## 같이 보기
- 물리학
- 공학
- 계측기